# Znanost u 1774.
◄◄ | ◄ | 1771. | 1772. | 1773. | 1774.  | 1775. | 1776. | 1777. | ► | ►►
Arhitektura • Astronomija • Biologija • Glazba • Kazalište • Kemija • Kiparstvo • Knjige • Književnost • Kršćanstvo • Medicina • Politika • Pravo • Promet • Slikarstvo • Znanost
Znanost u 1774.

## Hrvatska i u Hrvata

### Rođenja
- 27. studenoga: Petar Nižetić (Petar Nisiteo), hrvatski arheolog, kulturni djelatnik, povjesničar, pisac, preteča hrvatskoga narodnog preporoda, skupljač epigrafske i numizmatičke zbirke, donator Dominikanskog muzeja u Starom Gradu i visoki lokalni dužnosnik († oko 1866.)

## Vanjske poveznice
|  | Zajednički poslužitelj ima još gradiva o temi Znanost u 1774. |